# Heon
Heon (em panjabi: ਹੇਓਂ) é uma aldeia localizada no distrito de Shaheed Bhagat Singh Nagar, no estado de Punjab, na Índia. Está localizado a 4,6 (2,9 mi) quilômetros de Banga, 18,6 (11,6 mi) quilômetros da cidade de Nawanshahr, 16,2 quilômetros (10,1 mi) do distrito Shaheed Bhagat Singh Nagas e 108 quilômetros (67 mi) da capital do estado, Chandigarh. A aldeia, assim como as demais indianas, é governada por um sarpanch, eleito democraticamente pela maioria da população residente no assentamento.

## Demografia
Segundo o relatório publicado pelo Censo da Índia de 2011, a aldeia Heon é composta por um total de 585 casas e a população total é de 2616 habitantes, dos quais 1314 são do sexo masculino e 1302, do sexo feminino. O nível de alfabetização da aldeia é 78.25% maior que a média do estado, a qual é de 75.84%.
Conforme constatação do Censo, 794 pessoas exercem seu trabalho fora da aldeia; dessas, 720 são homens e 74 são mulheres. O levantamento do governo também consta que 76.53% dos trabalhadores ocupam um serviço como trabalho formal e único, enquanto os outros 23.47% estão envolvidos em atividades marginais, trabalhando como meio de subsistência em diferentes lugares em menos de seis meses.

## Educação
Na aldeia, não há nenhuma escola, e os estudantes precisam ir a outras aldeias para estudar; muitas dessas aldeias estão distantes por dez quilômetros. Nas proximidades, destaca-se a Lovely Professional University a 35 quilômetros. Outras instituições de ensino também representam papel importante na região: Amardeep Singh Shergill Memorial college Mukandpur e Sikh National College Banga.

## Transporte
A estação de trem mais próxima de Heon é Banga; no entanto, a estação principal, Garhshankar, está a 20,8 quilômetros (12,9 mi) de distância. O aeroporto mais perto é Sahnewal, localizado a 63 quilômetros, e o aeroporto internacional mais próximo é o Sri Guru Ram Dass Jee, a 143 quilômetros.